# Павлова, Анна Владимировна
Анна Владимировна Павлова (род. 24 июля 1986) — российская дзюдоистка, победительница первенства России среди кадетов, победительница и призёр первенств России среди молодёжи, призёр чемпионата России, обладательница Кубка Европы, мастер спорта России. Тренируется под руководством Сергея Щербинина. Член сборной команды страны. Выступает в лёгкой весовой категории (до 57 кг).

## Спортивные результаты
- Первенство России среди кадетов 2002 года —
- Первенство России среди молодёжи 2005 года —
- Чемпионат России по дзюдо 2005 года —
- Первенство России среди молодёжи 2006 года —
- Мемориал Владимира Гулидова 2006 года —
- Мемориал Владимира Гулидова 2007 года —
- Первенство России среди молодёжи 2008 года —